# فهرست قلعه‌های ایران

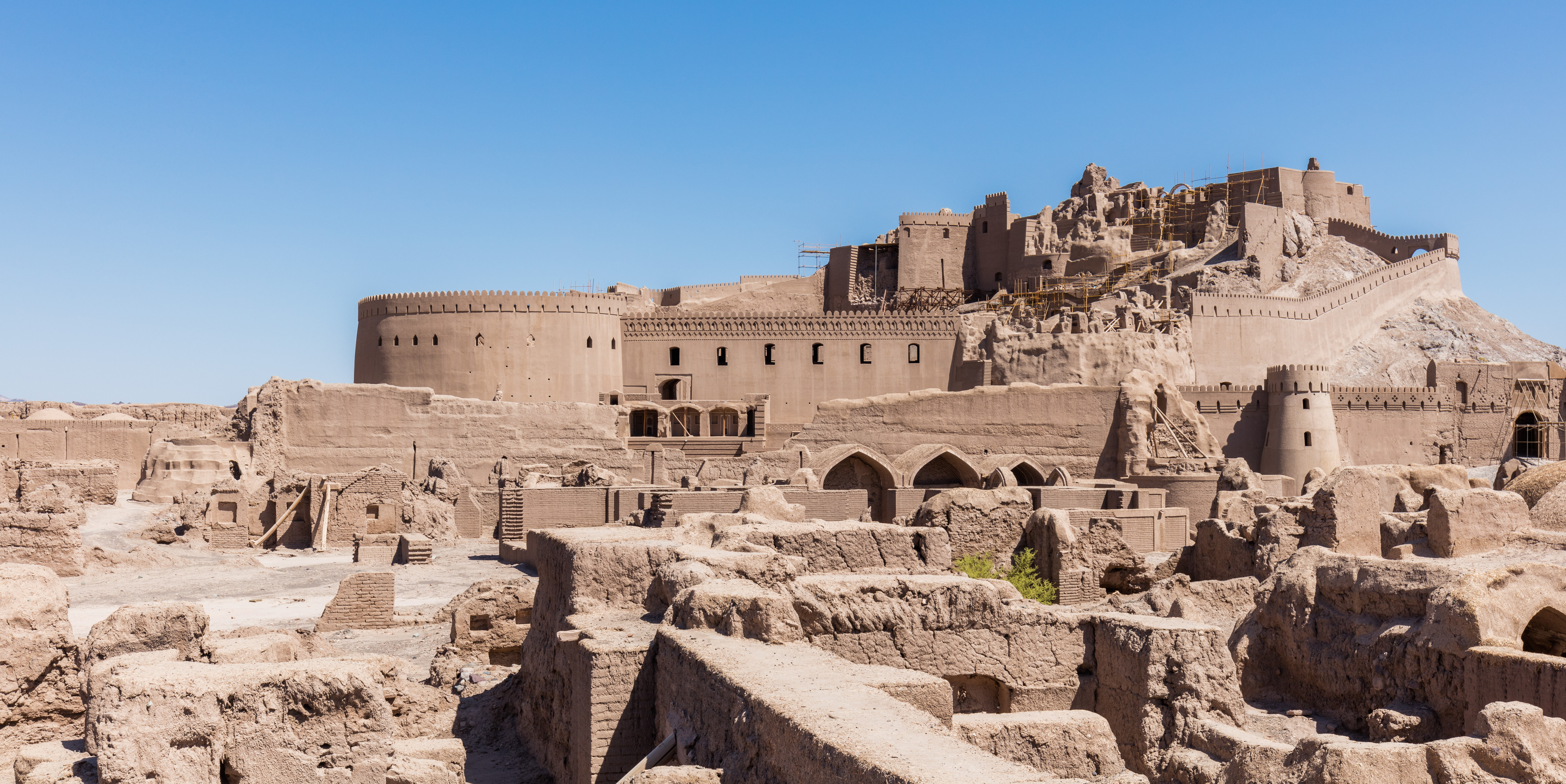
ارگ بم بزرگ‌ترین سازهٔ خشتی در جهان

در طول تاریخ به ویژه در تاریخ ماقبل تاریخ و اوایل تاریخ، قلعه‌ها نقش مهمی در استحکامات ایران داشته‌اند. معمولاً توسط مسئولان در مسیرها یا شهرهای مهم نگهداری می‌شدند و بیشتر آنها در ارتفاعات بدون نشان با شیب‌های تند یا صخره‌ای قرار داشتند. چنین مکانهایی همیشه به عنوان یک دفاع طبیعی در برابر دشمنان عمل کرده و منظره ای پانوراما از سرزمینهای اطراف را ارائه می‌دهند، بنابراین می‌توان از شهرها و سرزمینهای اطراف دفاع کرد. بیشتر قلعه‌های ایران دارای چشمه یا چاه بودند، به جز مواردی که قبلاً توسط آب احاطه شده بودند.

## قلعه‌های مهم
| نام          | محل                          | تصویر | یادداشت |
| ------------ | ---------------------------- | ----- | --- |
| ارگ بم       | بم (استان کرمان)             |       | زلزله سال ۲۰۰۳ در بم بیشتر از ۸۰ درصد ارگ را ویران کرد. به عنوان یک میراث فرهنگ جهانی خیلی از کشورها در جریان باز سازی آن شرکت کردند. ژاپن، ایتالیا و فرانسه از کشورهایی بودند که از ابتدا همکاری کردند. ژاپن حدود ۱٫۳ میلیون دلار به ایران برای باز سازی کمک کرد، و با ارسال تجهیزات و ایجاد طرح سه‌بعدی از ارگ بم برای افزایش دقت نوسازی، این پروژه را پشتیبانی کرد. وزارت میراث و فعالیت‌های فرهنگی ایتالیا نیز با اجرای پروژه‌ای با بودجه‌ای در حدود ۵۰۰۰۰۰ یورو جهت مرمت و استحکام بخشی برج شماره یک (در گوشهٔ جنوب غربی دیوار پیرامونی شهر تاریخی) در مرمت ارگ تاریخی مشارکت کرد. این پروژه که با همکاری گروهی از کارشناسان ایتالیایی و ایرانی انجام شد؛ در تابستان ۱۳۹۰ به پایان رسید. فرانسه با تهیه نقشه ارگ بم به ایران کمک کردند. بانک جهانی هم مبلغ زیادی پول به این پروژه کمک کرد. ارگ بم پس از آن زلزله به شدت تخریب شد و از آن زمان در فهرست آثار در خطر قرار گرفت، اما با توجه به مرمت‌های انجام شده در طول سال‌های گذشته، سازمان یونسکو در تیر ماه ۱۳۹۲ ارگ بم را از فهرست آثار در خطر خارج کرد. |
| قلعه الموت   | الموت (استان قزوین)          |       | پیرامون دژ از هر سو پرتگاه است و تنها راه ورود به قلعه در انتهای ضلع شمال شرقی است که کوه هودکان با فاصله‌ای نسبتاً زیاد بر آن مشرف است. این قلعه یکی از جاذبه‌های گردشگری الموت و استان قزوین محسوب می‌شود. این دژ به عنوان پایگاه مرکزی فعالیت حسن صباح بنیادگذار حکومت نزاریه اسماعیلیان (حشاشین) و دیگر رهبران آن‌ها به‌شمار می‌رفت. به دلیل شرایط سخت جغرافیایی، این دژ از دسترسی خلفای بغداد و سپاهیانش به دور بود و دستیابی یا اشغال آن بسیار سخت بود. امروزه بخش بزرگی از برج و باروی این بنای سترگ ویران شده است. |
| قلعه آتشگاه  | کاشمر (استان خراسان رضوی)    |       | موقعیت قلعه از نظر سوق‌الجیشی جالب‌توجه است. این قلعه از نظر میزان دسترس‌ناپذیری و مقاومت در برابر مهاجمان جزو شاخص‌ترین و برترین دژهای باستانی ایران است و به راحتی با استحکامات قلعه بابک در کلیبر و قلعه الموت در رودبار قزوین رقابت می‌کند. این نشان می‌دهد که سازندگان قلعه برای مکان‌یابی آن دست به مطالعات میدانی گسترده‌ای زده بوده‌اند. در مجموع، قلعه آتشگاه بر روی صخره سنگی مرتفع و صعب‌العبوری ساخته شده که سه طرف آنرا پرتگاه‌های بلند و خطرناک تشکیل می‌دهد. پیرامون این صخره را در فاصله اندکی پس از پرتگاه‌ها، مجدداً دیواره‌های صخره‌های بلند دیگری دربر گرفته‌اند و آنرا به شکل استحکاماتی غیرقابل نفوذ و دسترس‌ناپذیر درآورده‌اند. |
| قلعه بابک    | کلیبر (استان آذربایجان شرقی) |       | پیش از این که به دروازه دژ برسیم از گذرگاهی می‌گذریم، این گذرگاه همچون دالانی است و تنها گنجایش گذشتن یک نفر را دارد و دو نفر به سختی از آن می‌توانند بگذرند. گذرگاه در فاصله دویست متری دروازه دژ و روبروی آن می‌باشد. آمدن هر تازه‌وارد سپاهی و غیره، کوهبانیه‌ها راکه در برج‌های دوسوی دروازه جای داشته‌اند را هشیار می‌کرده است. جایگاه کوهبانیه‌ها در بلندی است و بنابر این به هر چیز و هر کس چیرگی کامل داشته‌اند. این برج‌ها یکی مخروطی و دیگری مدور واستوانه‌ای از سنگ‌های تراشیده با ملاط ساروج استوار ساخته شده‌اند. باروها که از نوعی سنگ خارا ساخته شده تمام درزهای کوهستان را بسته است. برای نفوذ به درون بنا بایستی حتماً از دروازه گذشت و از کوهستان راهی برای درون شدن، نیست. نزدیک شدن ابزار دژ کوب، منجنیق و آتش‌افکن به این دژ تقریباً ناشدنی بود. |
| فلک‌الافلاک   | خرم‌آباد (استان لرستان)       |       | قدمت این قلعه به دوره ساسانیان می‌رسد. ساسانیان شهری با نام شاپورخواست در حدود منطقه کنونی خرم‌آباد ساختند که بعدها ویران شد و در حدود سده هفتم هجری خرم‌آباد فعلی به جای آن بنا گردید. گمان می‌رود که قلعه فلک‌الافلاک همان دژ شاپورخواست باشد که در دوره ساسانی کاربرد حکومتی و نظامی داشته است. از قرن ششم هجری پس از ساخته شدن شهر جدید خرم‌آباد این قلعه نیز به نام خرم‌آباد معروف شد و احتمالاً نام فلک‌الافلاک در دوره قاجار به آن داده شده است. |
| قلعه ایرج    | عسگرآباد عباسی (استان تهران) |       | ابعاد این قلعه بزرگ خشتی در حدود ۱۴۴۰ در ۱۲۸۰ متر است. در چهار سوی این دژ، دروازه‌هایی برای فراهم ساختن امکان درون‌نشد و برون‌نرفت از آن ساخته شده است. امروزه از چهار دروازه آن، تنها دروازه اصلی باقی‌مانده است. تنها دیوار دارای پهنایی نزدیک به ۱۷ تا ۲۲ متر و بیشترین بلندای آن ۱۶ متر است. نمای بیرونی دیوار در چهارسو ۱۴۶ برج و نیم دایره ای دارد که میان بازه هر دو برج با چهار تاق‌نما تزئین شده که این تاق‌نما در برخی بخش‌ها به گونه دو سطحی است. جمعیتی بین ۲۰۰۰ تا ۶۰۰۰ نفر می‌توانست در دیوارها جای بگیرد. با وجود این تمرکز قوی معماری بر روی دیوارها، هیچ فضای دائمی در محوطه داخلی وجود نداشته است. |
| دژ ایزدخواست | ایزدخواست (استان فارس)       |       | سازندگان این دژ باستانی از عوامل طبیعی بیشترین بهره را برده‌اند و شهر خود را روی یک صخره رسوبی بزرگ بر پا ساخته‌اند که از سه سوی رو به پرتگاهی با بلندای ۶ تا ۱۵ متر دارد و تنها از یک سو که کمابیش همسطح زمین است و تنها راه درونشد به به دژ را در خود جای داده است که دری کوچک در ضلع جنوبی دژ است. همین عامل مایه آسودگی و امنیت دژ و دژنشینان درون آن شده و راه دستیابی دشمن به درون دژ را را نشدنی می‌کرده است. بلندای این دژ قلعه استوار از کف زمین‌های پیرامونی با در نظر گرفتن ساختمان‌های آن بیشینه پنج طبقه نزدیک به ۲۲ متر می‌رسد. اندازه ضلع شمالی دژ نزدیک به ۱۰ متر و ضلع جنوبی ۷۰ متر است و درازای دژ که خیابان اصلی است از آغاز تا پایان آن ۳۳۲ متر می‌باشد. بر پایه دیدگاه کارشناسان باستان‌شناسی چگونگی معماری ساختمان‌های قلعه به دوران پیش از اسلام و دوره ساسانیان بازمی‌گردد. |
| قلعه رودخان  | شهرستان فومن (استان گیلان)   |       | برخی از کارشناسان، ساخت قلعه را در دوران ساسانیان و مقارن با حمله عرب‌ها به ایران دانسته‌اند. در دورهٔ سلجوقیان این قلعه تجدید بنا شده و از پایگاه‌های مبارزاتی اسماعیلیان الموت بوده است. بر روی کتیبه سردر ورودی قلعه که اکنون در موزهٔ گنجینهٔ رشت نگهداری می‌شود، درج شده که این قلعه در سال ۹۱۸ تا ۹۲۱ هجری قمری برای سلطان حسام‌الدین تجدید بنا شده است. امیره حسام الدین دباج فومنی (مظفرالسلطان)، فرمانروای بیه‌پس اولین قدرت منطقه‌ای بود که از اطاعت از صفویان سرپیچی کرد، و قلعه رود خان را بازسازی کرد تا از آنجا به مقاومت بپردازد ولی موفقیتی به دست نیاورد و به دربند گریخت و نهایتاً دستگیر و در تبریز اعدام شد. |
| قلعه راین    | راین (استان کرمان)           |       | قلعه راین یکی از مهم‌ترین آثار تاریخی کهن راین است و بر موجودیت راین قبل از اسلام مهر تأیید می‌نهد. گفته می‌شود قدمت آن به دوره ساسانیان بر می‌گردد. در تاریخ کرمان، از قلعه راین در قرن اول ه‍.ق نام برده شده است. قلعه‌هایی با قدمت و سابقه بیشتر در این محل وجود داشته که بر اثر حوادث طبیعی از بین رفته‌اند. |
| قلعه دختر    | فیروزآباد (استان فارس)       |       | این قلعه حصین در سه سطح ساخته شده بود و ورود به آن از نازلترین سطح از طریق پلکانی مارپیچ که به حیاط اصلی تراس میانی می‌رسید صورت می‌گرفت. سه طرف حیاط را اتاقهای چهارگوش دارای تاق ضربی دربر گرفته بود و طرف چهارم به تراس فوقانی که روی آن ساختمان کاخ اصلی واقع شده بود، منتهی می‌گردید. تمامی کاخ را یک ایوان بزرگ دارای طاق ضربی و دو ایوان کوچکتر در دو سو تشکیل می‌داد. ایوان بزرگ که ۱۴ متر پهنا و ۲۳ متر درازا داشت به یک اتاق مرکزی که سقف آن به شیوه‌ای تازه، یعنی گنبد پوشانده شده بود منتهی می‌گشت. در جناحین این اتاق گنبد دار اتاقهای اضافی قرار گرفته و کل آن‌ها در داخل یک دیوار خارجی مدور جای داشت. |
| نارین‌قلعه    | میبد (استان یزد)             |       | مساحت این قلعهٔ هفت‌طبقه، سه هکتار و دارای برج و بارو و دربندهای متعدد است و بالای تپه‌ای مسلط بر شهر میبد قرار دارد. قطر پایین‌ترین حصار قلعه که قسمت بزرگی از آبادی میبد را در بر می‌گرفت، پنج و در بعضی قسمت‌ها به بیست متر می‌رسیده است. نارنج‌قلعه دارای اتاق‌های متعددی بوده است که در حال حاضر قسمت‌هایی از این اتاقک‌های کوچک تودرتو، موجود است و بسیاری از آنها نیز به علت قرار گرفتن در طبقات پایین و ریختن راهروها هنوز کشف نشده است. ابعاد خشت‌هایی که در ساخت این بنا مورد استفاده قرار گرفته است با یکدیگر متفاوت بوده و همین امر بیان‌کنندهٔ ساخت و تکمیل قلعه در دوران مختلف تاریخی است. برخی از این خشت‌ها که احتمال می‌رود در دوران مادها استفاده شده باشند، از ابعادی برابر با ۱۰*۲۴*۴۰ سانتیمتر برخوردارند. |
| ارگ بلقیس    | اسفراین(استان خراسان شمالی)  |       | شهر بلقیس یکی از بزرگ‌ترین و دومین بنای بزرگ خِشتی و گِلی ایران است که در ۳ کیلومتری جنوب‌غرب شهر کنونی اسفراین قرار گرفته‌است، که وسعتی بالغ بر ۱۸۰ هکتار وسعت دارد و از یک مجموعه آثار شامل بقایای ارگ و خندق پیرامون آن، شارستان شامل: برج و بارو، مقبرهٔ شیخ آذری، ویرانه‌های معروف به منارتپه (مسجد جامع)، کورهٔ سفالگری، آب‌انبار، بازار، کاروانسرا، بنای معروف به یخدان‌ها و یک گورستان وسیع در نزدیک دروازهٔ شرقی تشکیل شده‌است. سالم‌ترین و همچنین برجسته‌ترین اثری که بر بقایای شهر بلقیس برجای مانده‌است ارگی است که دارای ۲۹ برج به ارتفاع حدود ۱۱ متر است و جزو بزرگ‌ترین قلعه‌های باستانی ایران می‌باشد که دارای سازهٔ بزرگ خشتی و چینه‌ای است و دارای وسعتی حدود ۵۱ هزار مترمربع می‌باشد و همچنین در اطراف ارگ یک خندق وسیع وجود دارد که نفوذ ناپذیری قلعه را دشوارتر می‌ساخته‌است از لحاظ قدمت استناد به متون تاریخی در پیش از اسلام، آباد و شکوفا بوده و در سال ۳۱ هجری توسط مسلمانانِ متجاوز غارت می‌شود و طبق یافته‌های باستان‌شناختی قدیمی‌ترین استقرار در این شهر تاریخی که تاکنون شناسایی شده مربوط به اواخر دورهٔ ساسانی است و زندگی در آن تا پایان دورهٔ صفویان به‌طور مداوم جریان داشته‌است و سرانجام این شهر در اواخر دوران طهماسب دوم و ابتدای حکومت نادر یعنی در سال ۱۱۳۱ ه‍.ق توسط افغان‌ها کاملاً ویران و در هم کوبیده شد. به نحوی که جایگاه پیشین خود را از دست داد از این زمان کم‌کم نام افسانه‌ای بلقیس بر روی خرابه‌های شهر قدیمی اسفراین گذاشته شد. به علت اهمیت ویژه‍ باستان‌شناسی، شهر کهن و تاریخی بلقیس در سال ۱۳۸۸ ه‍.ش به عنوان پایگاه میراث فرهنگی مورد تصویب قرار گرفت و با شمارهٔ ثبت ۴۴۹۷ در فهرست آثار ملی ایران به ثبت رسید. ارگ بلقیس اسفراین را دومین بنای گلی ایران پس از ارگ بم می‌دانند که بر اساس اصول معماری ساسانی ساخته شده‌است و خشت و گل مهم‌ترین مصالح به کار رفته در آن می‌باشد. |

## فهرست قلعه‌های ایران

### آذربایجان شرقی
- ارگ تبریز
- قلعه جمهور (بذ قالاسی)
- قلعه پشتاب
- قلعه ضحاک
- قلعه ضحاک (عجب‌شیر)
- قلعه پیغام
- قلعه نودوز
- قلعه آوارسین
- قلعه سن سارود
- قلعه و غار قیزلارقالاسی
- قلعه جوشین
- قلعه دختر (میانه)
- قلعه دختر (خسروشاه)
- قلعه هلاکوخان (آق گنبد)
- آغجا قلعه (ورزقان)
- آیی قالاسی
- قلعه کردشت
- قلعه علی‌بیگ
- قلعه رازلیق
- نارین قلعه (سردرود)

### آذربایجان غربی
- تخت سلیمان
- قلعه چهریق
- قلعه باستانی بسطام
- قلعه زینجیر قالا
- سنگ کاظم خان
- قلعه روستای بردوک
- گؤورچین قلعه
- قلعه خان‌تختی
- بخشی قلعه
- قلعه دم دم
- قلعه حسنلو
- قلعه سیاه
- قلعه بخدک (بختک)
- قلعه بلورآباد
- قلعه راوز

### اردبیل
- قلعه قهقهه
- کهنه‌قلعه (مشگین‌شهر)
- قلعه اولتان
- آغجا قلعه (مشگین‌شهر)
- دیو قالاسی
- قلعه بوینی یوغون
- قلعه خسرو
- قلعه دختر (بیله‌سوار)
- نارین قلعه (اردبیل)

### اصفهان
- قلعه کرشاهی (ابوزیداباد) دومین بنای خشتی ایران پس از ارگ بم
- نارین قلعه (نارنج)
- قلعه بیاضه
- ارگ تاریخی قورتان
- قلعه رستم بافران
- قلعه مخروبه نیستانک
- قلعه فارفاآن
- قلعه دیو
- قلعه کلهرود
- قلعه مورچه خورت
- ارگ گوگد

### ایلام
- قلعه گوریا
- قلعه شمیران ایوان
- قلعه شیاق (شیاخ)
- قلعه سام
- قلعه والی
- دژ شیخ مکان
- قلعه قیران
- قلعه امیرآباد
- قلعه زمستانی والی

### بوشهر
- دژ برازجان
- قلعه خورموج
- قلعه محمد خان دشتی
- قلعه هلندی‌ها
- قلعه کلات اهرم (قلعه زائر خضر خان)
- قلعه حصار
- قلعه نصوری
- آثار قلعه زندان
- قلعه دختر لاور ساحلی
- قلعه ملک منصور خان شبانکاره‌ای
- قلعه حسن علی بیگ
- قلعه داراب خان
- قلعه گنوی
- قلعه بردستان
- قلعه آقا خان لیراوی
- قلعه شیخ کنعانی

### تهران
- قلعه ایرج
- قلعه طبرک و بارو و حصار قدیم
- قلعه نقاره خانه
- برج طغرل
- زندان هارون
- تپه گبری (گنبد مرداویج)
- برج علاءالدین

### چهارمحال و بختیاری
- قلعه دزک
- قلعه شلمزار
- قلعه‌های اسعدیه چلیچه
- قلعه جونقان
- قلعه چالشتر
- قلعه تک
- قلعه اسفندیاری فرخشهر

### خراسان شمالی
- ارگ بلقیس
- قلعه کهنه حسن‌آباد
- قلعه قیصر
- قلعه صعولک
- قلعه جلال الدین
- نارین قلعه

### خراسان رضوی
- ارگ کاشمر
- قلعه آتشگاه
- قلعه بزنجرد
- قلعه دختر (کوهسرخ)
- قلعه ریگ
- قلعه کهنه زنده جان
- قلعه گبر حصار
- قلعه نامق
- قلعه چهل دختر
- قلعه خضرآباد
- قلعه کندر
- قلعه فرود
- قلعه مجاهدآباد
- قلعه میکال
- رباط شرف
- قلعه کلات نادری
- قلعه چهل دختر (کاشمر)

### خراسان جنوبی
- ارگ طبس
- قلعه کوه قائن (آرتاگوانا)
- قلعه چهل دختر
- قلعه کوه زردان
- قلعه دختر (زیرکوه)
- ارگ کلاه فرنگی
- قلعه نهبندان
- قلعه رستم
- قلعه بیرجند
- قلعه فورگ
- قلعه حوض غلام کش
- قلعه کل حسن صباح

### خوزستان
- قلعه سلاسل
- قلعه رستم گتوند
- قلعه رستم عقیلی
- قلعه تُل
- قلعه تُرک دِز
- قلعه بَردی
- قلعه لیت (ریت)
- قلعه دیزه وِرزا
- قلعه اَرک (اَرخ)
- قلعه یزدگرد یاتاشاری
- قلعه ارجان
- قلعه دختر
- قلعه‌های گلاب، گل و ده مرد
- قلعه باستانی باسیف
- قلعه آکروپل (شوش)
- سیم بند (طاقا)
- قلعه گژدم یا کژدم

### زنجان
- قلعه سانسیز طارم
- قلعه شیت طارم
- قلعه یا حصار شهر زنجان
- ارگ سلطنتی سلطانیه

### سمنان
- قلعه‌های سارو
- شیر قلعه شهمیرزاد
- قلعه کوشمغان
- قلعه لاسگرد
- قلعه‌های پاچنار
- قلعه میامی
- قلعه پارتها
- قلعه‌های روستای مایان
- قلعه بنکوه
- قلعه گنبدان دژ یا گردکوه

### سیستان و بلوچستان
- قلعه سکوهه (بزرگ‌ترین ارگ خشتی استان س و ب)
- قلعه سام (قدیمی‌ترین ارگ خشتی استان س و ب)
- قلعه چهل دختران
- قلعه تیس (قلعه پرتغالی)
- قلعه پیروز گت
- قلعه بلوچ گت
- پیل بند
- قلعه قدیمی ایرانشهر
- قلعه تمین
- قلعه تیمور
- قلعه بمپور
- قلعه سرباز

### فارس
- ارگ کریم خان زند
- قلعه ضحاک
- قلعه مهرک
- قلعه تبر (خورشه)
- قلعه قدمگاه
- قلعه اژدها پیکر
- بنای قبر مادر نادرشاه
- قلعه قبر
- قلعه دختر
- قلعه چرو
- قلعه ککا
- قلعه گلی
- قلعه سفید
- قلعه دیو (گهواره دید)
- دیمه میل (میل اژدها)
- شاه جهان احمد
- قلعه روی رنه (روئینه)
- قلعه ایزدخواست
- قلعه استخر
- برج زندان سلیمان
- قلعه S.P.R

### قزوین
- قلعه سمیران
- قلعه الموت
- قلعه نویزرشاه
- قلعه لمبسر
- قلعه سنگرود
- قلعه شیرکوه
- قلعه ساسان (آرامگاه بزرگ)
- قلعه محمدزمان خان رشوند
- قلعه دختر (قیزقالاسی)
- قلعه و آثار ایوان نیاق

### قم
- قلعه جمکران
- قلعه سام آباد
- قلعه قرمز
- قلعه قمرود
- قلعه گلی
- قلعه مظفرآباد

### کردستان
- قلعه قمچقای
- قلعه ایمام
- قلعه پلنگان
- قلعه زیویه
- قلعه حسن‌آباد

### کرمان
- قلعه کشیت
- قلعه گلباف
- قلعه هشتادان
- قلعه نسک
- ارگ بم
- قلعه سموران
- قلعه دختر (کرمان)
- قلعه اردشیر
- ارگ راین
- ارگ انار

### کرمانشاه
- قلعه هژیر (هجیر)
- قلعه بزه رود (بزه رو)
- قلعه مروان
- قلعه ساری اسلان
- قلعه بیستون
- قلعه یزدگرد (زرده)
- قلعه چهر (روستای قاپقوی)

### کهگیلویه و بویراحمد
- قلعه‌های دختر
- قلعه چص (گچ)
- دژ سلیمان
- قلعه مانگشت
- قلعه شامبرکان
- قلعه چرام
- قلعه ناصر خان
- قلعه دیشموک
- قلعه شهرک (چشمه بلقیس)

### گلستان
- قلعه ماران
- آق قلعه (اسپی دژ)
- سد اسکندری (دیوار دفاعی)

### گیلان
- قلعه رودخان
- قلعه بندبن
- قلعه لیسار
- قلعه گردن
- قلعه شیندان
- قلعه تک آغاج

### لرستان
- قلعه فلک الافلاک
- قلعه رکی
- قلعه کوه زاد
- قلعه زاخه (زاغه)
- قلعه زلال انگیز
- قلعه چنگری
- قلعه منگره
- قلعه سرقلا
- قلعه رزه
- قلعه کورگان
- قلعه گم ور
- قلعه سیله
- قلعه چق (جغد)
- قلعه منیژه
- قلعه بهرام
- قلعه نصیر
- قلعه شهنشاه (گوشه)
- قلعه چمشک
- دژ گریت
- قلعه قلاجق
- دژشینه
- قلعه مرزیان
- قلعه هزار جریب
- قلعه باجول

### مازندران
- قلعه اسپهبد خورشید
- قلعه کنگلو
- قلعه مازیار
- قلعه بلده
- قلعه شاهاندشت
- قلعه رسکت
- قلعه لاجیم
- برج سلطان زین العابدین

### مرکزی
- ارگ تاریخی میشیجان
- قلعه آردمین
- قلعه الویر
- قلعه حاج وکیل
- قلعه اسماعیلیه
- قلعه جمشیدی
- قلعه آقاخان محلاتی
- قلعه خسروانی
- قلعه خاندان بهادری
- قلعه مشک آباد

### هرمزگان
- قلعه لشتان
- قلعه پرتغالی‌ها
- قلعه لافت
- قلعه هزاره (بی بی مینو)
- قلعه خمیر
- قلعه سیبه
- قلعه توصیله
- قلعه آماج
- قلعه هرمز

### همدان
- قلعه چوبین
- قلعه خرابه (قلعه یزدگرد)
- قلعه دختر (قیز قالاسی)
- نوشیجان (دژ - آتشکده)
- قلعه خورشید خانم ( سایان )

### یزد
- نارین قلعه
- قلعه مهرجرد
- قلعه ابرندآباد
- قلعه ربات
- قلعه شواز
- قلعه مروست
- قلعه رحمت آباد
- قلعه پهلوان بادی
- قلعه سریزد